# Tumulus de Middelwinden
Le tumulus de Middelwinden est une tombe gallo-romaine, située sur le territoire de la commune de Landen, dans la province du Brabant flamand, en Belgique. Le tumulus est situé au nord d'Overwinden.

## Historique

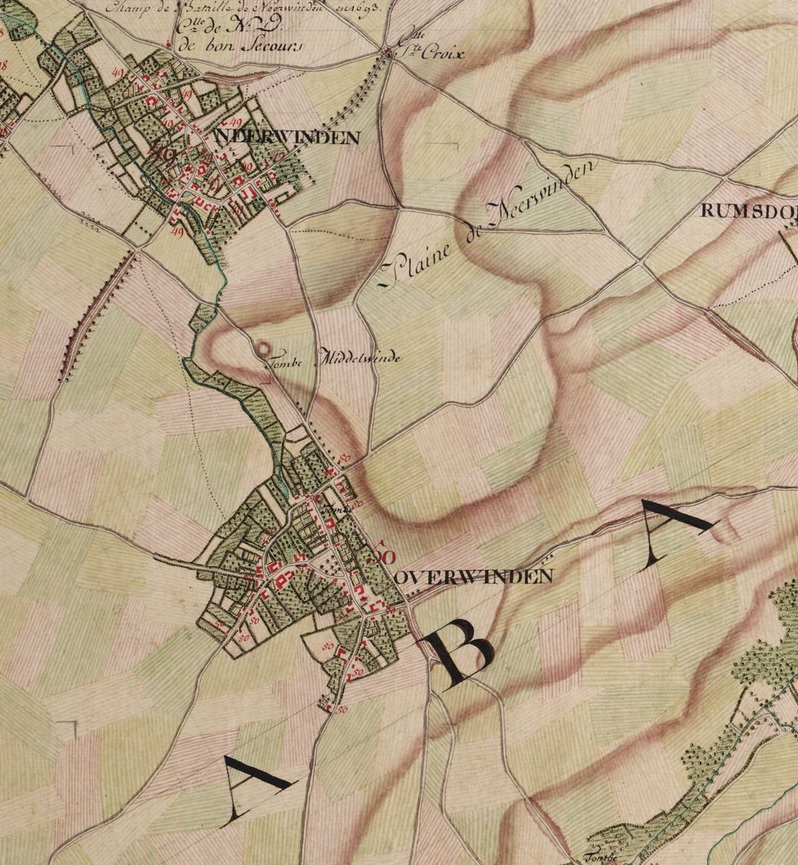
La tombe Middelwinden sur la carte de Ferraris de 1777

Le tumulus est répertorié sous le nom de tombe Middelwinden sur la carte n° 133B de l'atlas de Ferraris de 1777.
Le tumulus a joué un rôle lors de la bataille de Neerwinden (1793). En sont témoins les nombreux boulets de canons trouvés lors des fouilles de 1873.
Lors de fouilles organisées en 1864 et en 1873, il fut établi que le tumulus datait du IIe siècle apr. J.-C. Les fouilles n'ont pas permis la découverte d'objets exceptionnels, la tombe ayant été vandalisée au cours de l'occupation française de 1794.

## Description
Les fouilles de 1864 ont mis au jour de grands blocs de pierre entourant la tombe elle-même. Un couloir de 8 mètres fut creusé par les fouilleurs dans le flanc orienté vers Neerwinden. Ce couloir a abouti sur les blocs de pierre, derrière lesquels une cavité de 4,2 m sur 3 m fut découverte juste en dessous du champ.

## Vestiges
Des pièces métalliques de coffres et une sorte de couteau (dague) d'une longueur de 12 cm (dont le manche devait être en bois) furent trouvés, ainsi que des morceaux de vases en bronze, trois anneaux de bronze et six clous en fer de 30 cm, provenant de cercueils en bois. Seul un vase fut retrouvé intact.
De nouvelles fouilles furent menées en 1972 au cours desquelles une pierre remarquable fut trouvée. Cette pierre (menhir) est exposée devant l'église de Neerwinden.